# 木懿
木懿（1608年6月26日—1692年3月17日），字崑崙，号台美，纳西族名阿寺阿春（A-ssu A-ch'un）。他是丽江第二十代土司，官拜丽江知府。
木懿是木增与阿室挥所生的长子。根据《木氏宦谱》的记载，他自幼颖慧，充满爱敬，且智勇过人。在木增的儿子中，木懿最受钟爱。
1624年，木增退隐到芝山，木懿嗣位，并被明朝封为丽江知府。木懿每天早晨都要去木增的卧房，请教重要问题的对策。
1636年（崇祯九年），番人咇哩叛乱，劫掠云南各地。木懿渡长江北上，击退咇哩，使其不敢再犯丽江边境。阿永年欲当蒗蕖州知州，未果，便暗杀政敌。木懿奉命前去讨伐，杀阿永年。崇祯帝大喜，令将蒗蕖州划归丽江管辖。
1639年（崇祯十二年），封中宪大夫，加云南布政使司右参政衔；其父木增则加四川布政使衔。明朝批准在昆明为木懿建立“益笃忠贞”牌坊，以表彰其功绩。但木懿没有建立牌坊，而是将建牌坊的资金全部捐给户部，充当明军军费。崇祯帝升木懿为太常寺正卿、布政使右参政。
1647年（永曆元年），丽江被张献忠的流寇袭击，木府众多重要文书被毁。1659年（顺治十六年），顺治帝派兵进入云南时，木懿表示效忠于清朝。翌年，清廷册封他为丽江知府。
云南的吴三桂计划叛清，于1667年遣人征调丽江兵一千人，遭到木懿拒绝。吴三桂便派兵查抄木府，没收丽江土司的金印。翌年，将丽江辖下的诏国、你那、香罗、鼠罗、中甸五县割让给吐蕃。吴三桂逮捕木懿并押往昆明囚禁，还责令丽江赔偿遗失的税收；但康熙帝听从了云南巡抚李天浴的意见，免除了这一税收。1669年，吴三桂将丽江辖下的其宗和剌普送给吐蕃，并责令木懿赔偿重大税收损失。木懿不从，被吴三桂罢免官职，以其子木靖为新任丽江知府。木懿在昆明的监狱里被关押了七年，直到三藩之乱平定后才被释放回丽江。后来到了1694年，康熙帝才再次下令免除了这笔税收。
1692年，木懿逝世。

## 家族
- 父：木增
- 母：阿室挥

- 妻：
  - 禄氏琯
  - 禄氏瑞

- 子：
  - 木靖（母禄氏琯）
  - 木櫾（母禄氏琯）
  - 木旃（母禄氏瑞）
  - 木榽（母禄氏瑞）
- 女：
  - 木氏英（嫁北胜州知州高斗光）

## 登场作品
- 《木府风云》，2012年电视剧，扮演者：和建豪